# Bantu Mzwakali
Bantu Mzwakali (Kaapstad, 9 november 1993) is een Zuid-Afrikaans voetballer die bij voorkeur als aanvallende middenvelder speelt. In 2013 maakte hij vanuit de jeugdopleiding de overstap naar de eerste selectie van Ajax Cape Town.

## Carrière
Op 17 september 2013 maakte Mzwakali zijn debuut voor Ajax Cape Town. In de competitiewedstrijd tegen Mamelodi Sundowns mocht hij 21 minuten voor tijd invallen voor Lance Davids.
Zijn eerste competitiedoelpunt maakte hij op 13 mei 2015. In de wedstrijd tegen Bloemfontein Celtic maakte hij vanuit een vrije trap de 2–2. Ajax Cape Town zou de wedstrijd met 2–3 winnen.